# Show (Persiana Jones)
Show è il primo album del gruppo musicale italiano ska dei Persiana Jones, pubblicato nel 1993, ed è un disco live.

## Tracce
1. Uaz
2. Fuggiamo
3. Impazzire
4. Che passa
5. West corta
6. Senza speranza
7. Monotona
8. Vita in città
9. Rosamunda
10. No more virus
11. West lunga
12. Tremarella
13. Baciami Tony
14. Marcia ska
15. Il tempo è passato
16. Persiana Jones (Sigla)